# Université Obafemi-Awolowo
L'université Obafemi-Awolowo (OAU), anciennement connue sous le nom d'université d'Ife, est une université nigériane publique exploitée par le gouvernement fédéral. L'université est située dans l'ancienne ville d'Ilé-Ifẹ̀, dans l'État d'Osun, au Nigéria. L'université a été fondée en 1961 et les cours ont commencé en octobre 1962, sous le nom d'université d'Ife par le gouvernement régional du Nigeria occidental, alors dirigé par Samuel Ladoke Akintola, et a été rebaptisée université Obafemi Awolowo le 12 mai 1987 en mémoire du chef Obafemi Awolowo (1909–1987), Premier ministre de la région occidentale du Nigéria, qui eut l'idée de cette université.

## Galerie

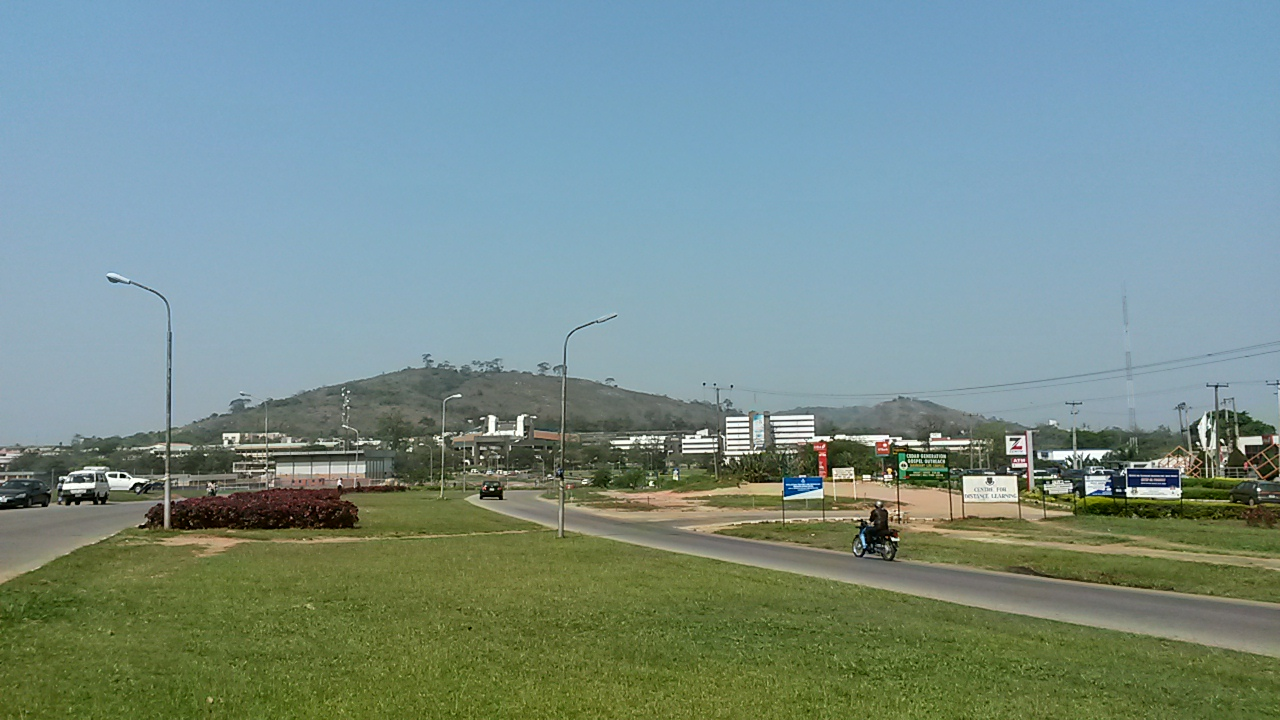
Campus principal de l'université Obafemi-Awolowo à Ile-Ife au Nigeria
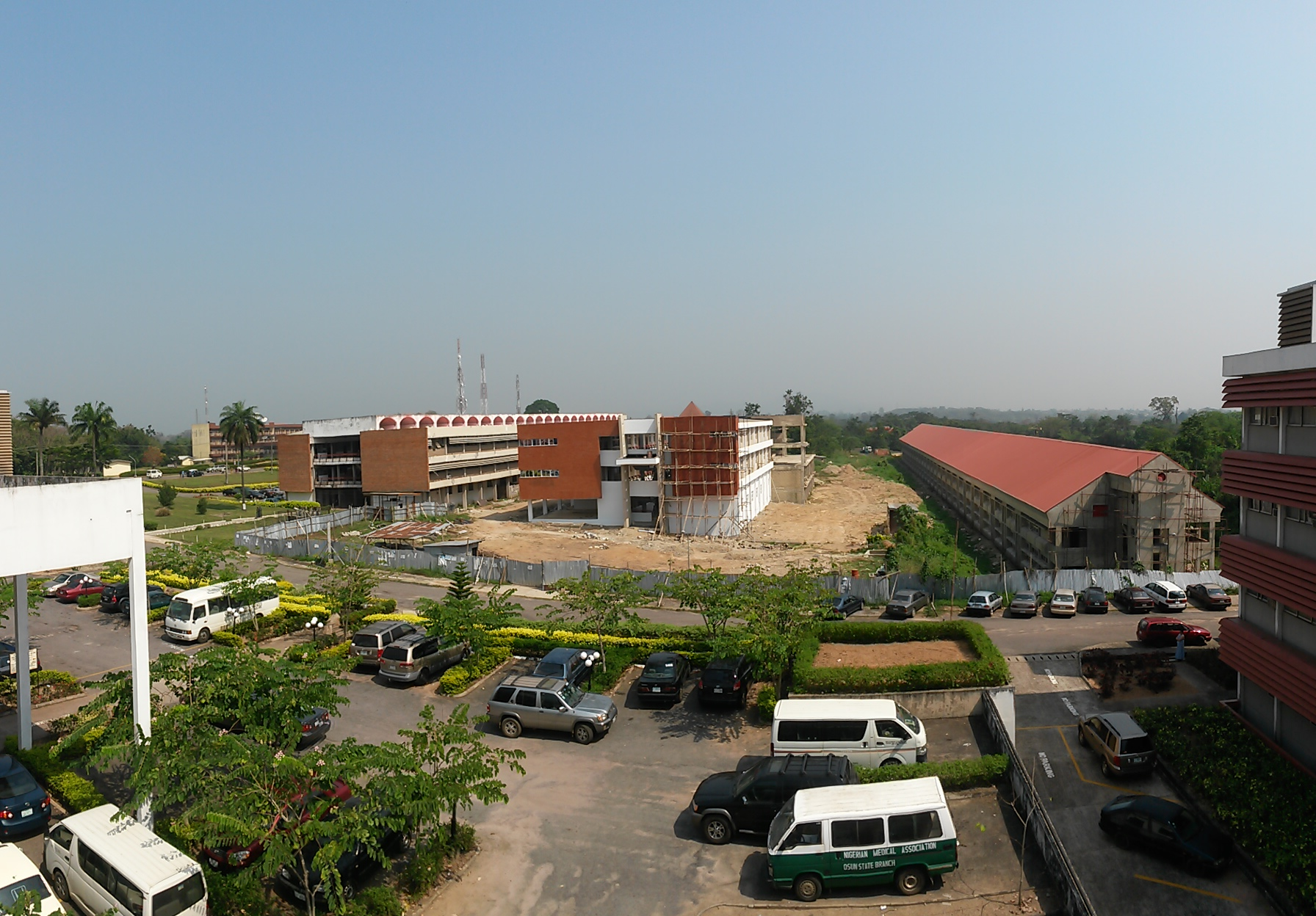
Faculté de médecine

## Enseignant notable
- Adenike Akinsemolu, spécialiste nigériane du développement durable

## Étudiants notoires
- Biyi Bandele

- Fatou Bensouda, ancienne procureure générale de la Cour pénale internationale

- Francisca Oboh Ikuenobe
- Funmi Olonisakin
- Funke Opeke
- Chinedum Peace Babalola
- Aderounmu Adejumoke